# Nukufetau
Nukufetau je jedním z devíti tuvalských atolů. Skládá se z více než 33 ostrůvků.

## Ostrovy Nukufetau
| - Faiava Lasi - Fale - Funaota - Kongo Loto Lafanga - Lafanga | - Matanukulaelae - Motufetau - Motulalo - Motuloa (severně od Nukufetau) | - Motuloa (jižně od Nukufetau) - Motumua - Niualuka - Niuatui | - Oua - Sakalua - Savave - Teafatule - Teafuaniua | - Teafuanonu - Teafuone - Temotuloto - a dalších více než 12 malých ostrůvků |  |

## Další informace
Při sčítání v roce 2002 měl 586 obyvatel, tedy o 40 méně, než roku 1979. Živí se rybařením a tropickým zemědělstvím. Největším ostrovem je Motulalo. Je na něm opuštěné letiště z druhé světové války. Na ostrově Savave je vesnice.

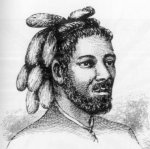
Muž z atolu Nukufetau, 1831

## Ceniny
Souostroví Tuvalu pro zvýšení svých příjmů vydávalo poštovní známky nejen společné, ale pro každý atol kvůli filatelistickým trhům i zvlášť. Od roku 1984 tedy existují známky o označením NUKUFETAU - TUVALU.